# (21284) Пандион
(21284) Пандион (лат. Pandion, др.-греч. Πανδίων) — типичный троянский астероид Юпитера, движущийся в точке Лагранжа L4, в 60° впереди планеты. Астероид был открыт 5 октября 1996 года бельгийскими астрономом Эриком Эльстом в обсерватории Ла-Силья и назван в честь одного из персонажей древнегреческой мифологии, а именно — царя Пандиона I.

Орбита астероида Пандион и его положение в Солнечной системе